# Сельское поселение «Село Дормидонтовка»
Се́льское поселе́ние «Село Дормидонтовка» — муниципальное образование в Вяземском районе Хабаровского края Российской Федерации.
Административный центр — село Дормидонтовка.

## История
Статус и границы сельского поселения установлены Законом Хабаровского края от 28 июля 2004 года № 208 «О наделении посёлковых, сельских муниципальных образований статусом городского, сельского поселения и об установлении их границ».

## Население
| 2010 | 2011 | 2012 | 2013 | 2014 | 2015 | 2016 |
| ---- | ---- | ---- | ---- | ---- | ---- | ---- |
| 556  | ↘555 | ↘539 | ↘535 | ↘525 | ↘507 | ↘497 |
| 2017 | 2018 | 2019 | 2020 | 2021 |      |      |
| ↘467 | ↘450 | ↗466 | ↗477 | ↗512 |      |      |

## Состав сельского поселения
| № | Населённый пункт | Тип населённого пункта       | Население |
| - | ---------------- | ---------------------------- | --------- |
| 1 | Дормидонтовка    | село, административный центр | ↗512      |